# Assziniboin (folyó)

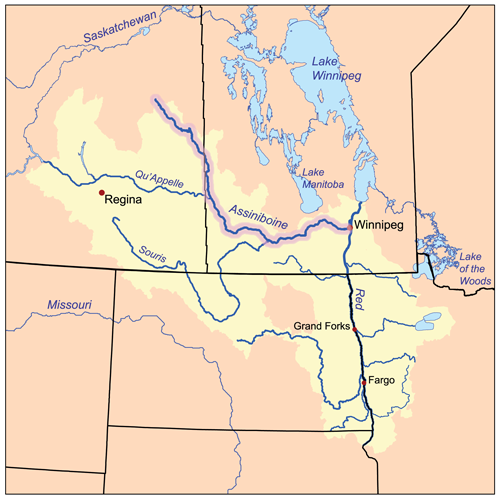
A Vörös folyó medencéje, kiemelve az Assziniboin folyó.

Ez a szócikk a folyóról szól, más jelentéseit lásd: Assziniboin (egyértelműsítő lap)
Az Assziniboin folyó 1070 kilométer hosszan délkeleti, majd keleti irányban fut Kanada középnyugati Saskatchewan és Manitoba tartományain keresztül.
Tipikus meanderező folyó, amely helyenként alacsony partok, máshol meredek völgyfalak közt fut. Átlagos vízhozama 45 m³/másodperc.
Nevét az assziniboin indián népről kapta.

## Földrajza
Saskatchewanban ered és a manitobai Winnipeg város The Forks („A Villa”) nevű negyedében ömlik a Vörös folyóba.

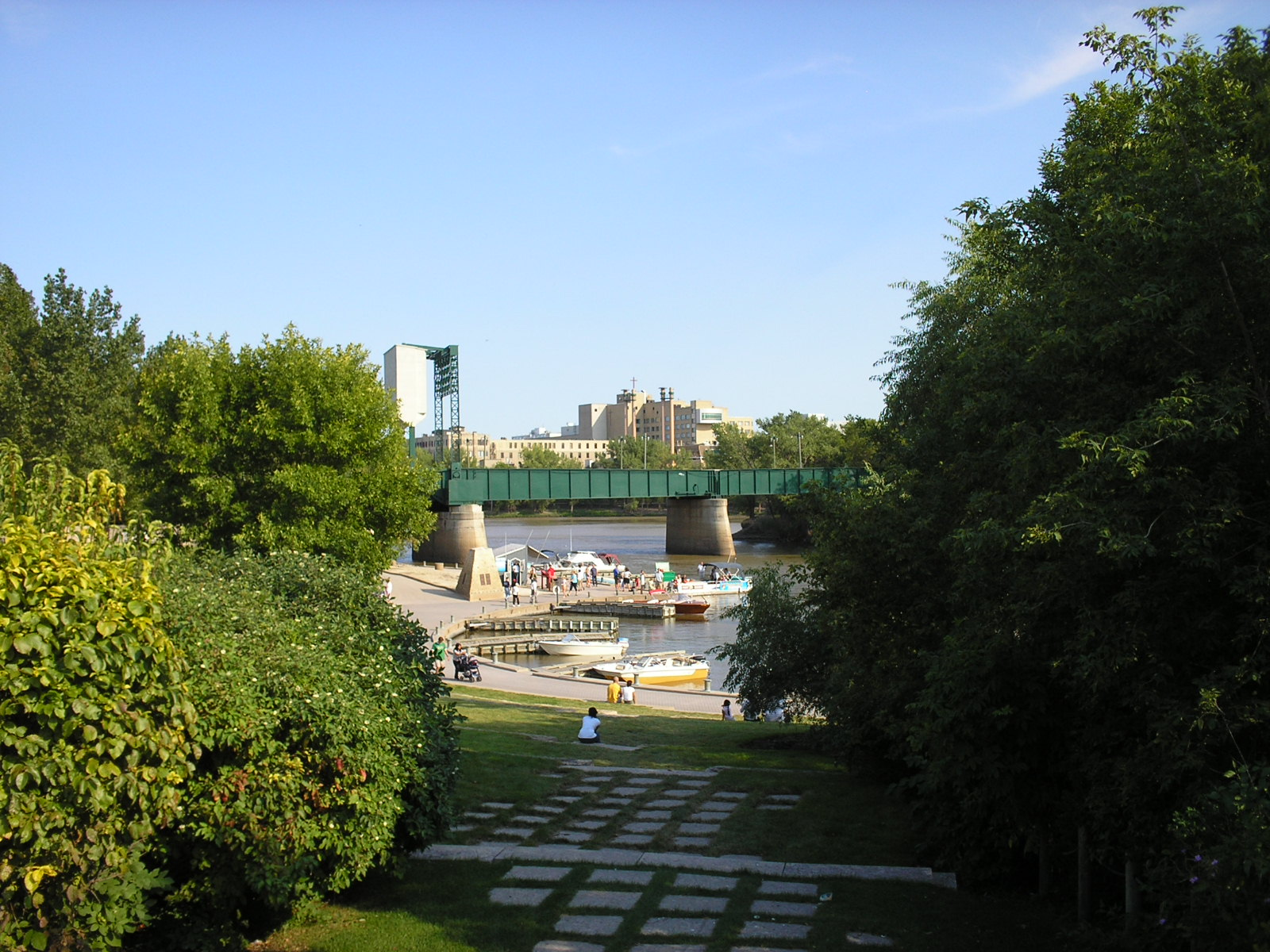
Az Assziniboin és a Vörös folyó találkozási pontja Winnipeg központjában, „A Villában”.

Portage la Prairie városnál összeköttetésben áll a Manitoba-tóval, amelybe árvíz idején a vizét leengedhetik. A város arról kapta a nevét - a francia portage' szót -, hogy hajdan a folyó és a tó közti összeköttetést a kenuk átcipelésével oldották meg. A folyót és a tavat összekötő 29 kilométer hosszú Assziniboin árcsatornát (más néven Portage-i kitérő) 1970-ben fejezték be. A folyó mentén 1913 óta három hidrometriai állomás végez vízállás-méréseket.
Az áradás kockázatának csökkentésére, illetve aszály idején a vízpótlás biztosítására építették 1967-ben Saskatchewan és Manitoba határán a Shellmouthi gát víztárolóját.
Az Assziniboin folyóba ömlik Wawanesánál a Souris folyó (vagy Egér folyó), a Birdtail sziú területen a Birdtail folyó (Madárfarok folyó), Brandontól keletre a Kis-Saskatchewan és a valamikori Fort Ellice közelében a Qu’Appelle (Kiszól folyó).